# Parque Nacional dos Fiordes de Kenai

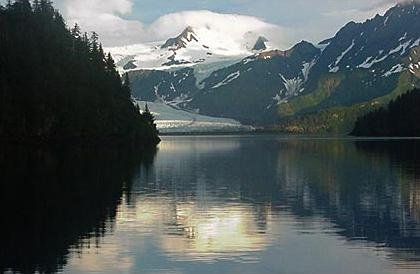

Kenai Fjords National Park é um parque nacional localizado nos Estados Unidos.